# چانپون

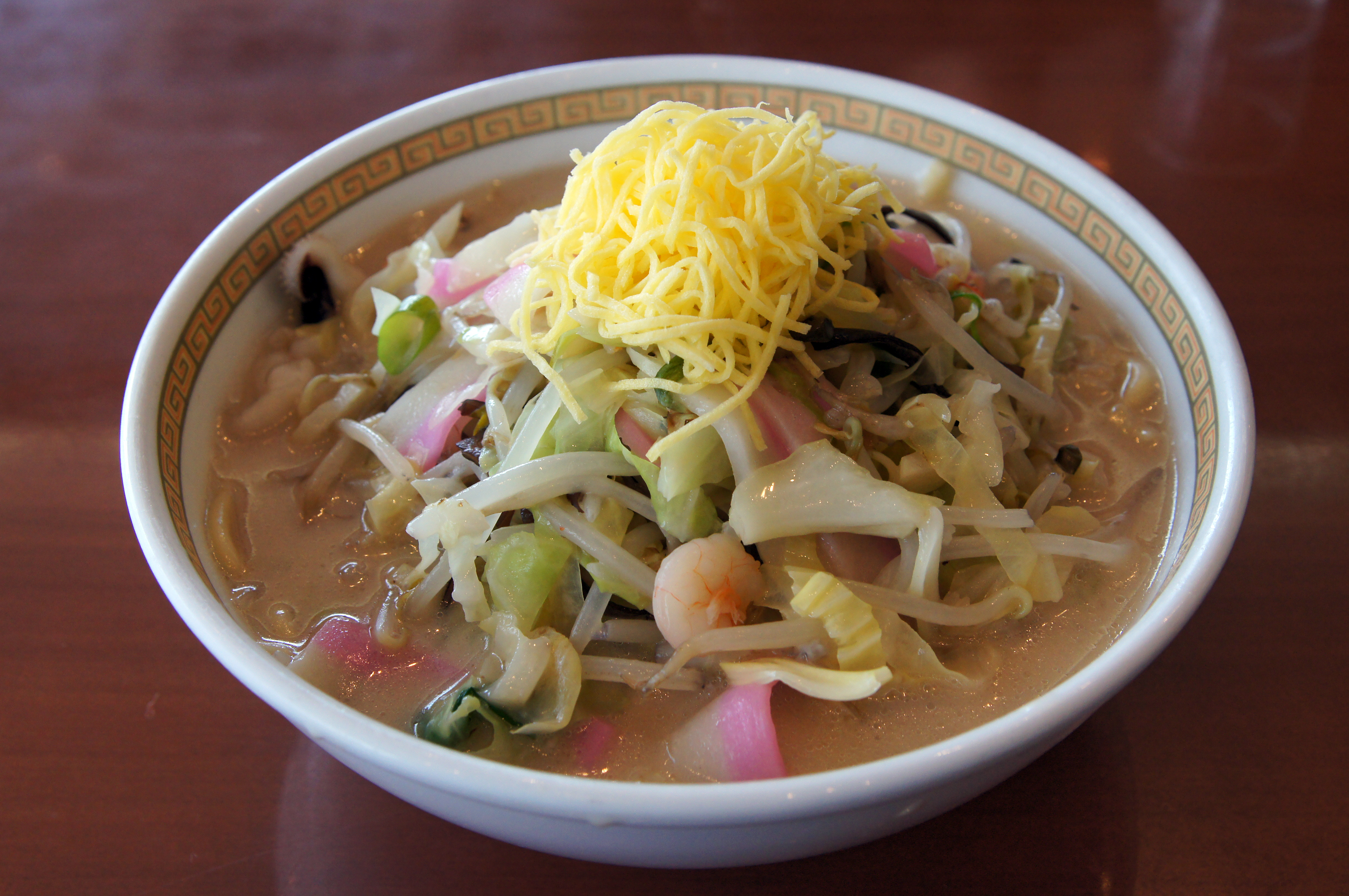
چانپون

چانپون (به ژاپنی: ちゃんぽん Chanpon) یا چامپون، خوراک سنتی استان ناگازاکی در کشور ژاپن است. چانپون به معنی نودلی است که دارای مواد غذایی بسیار است. در این نوع غذا از ماهی مرکب، میگو، صدف و دیگر انواع مواد غذایی دریایی یا گوشت خوک، کلم برگ، هویج، جوانه ماش، تره فرنگی، قارچ (Auricularia auricula-judae)، کالباس ماهی (کامابوکو) و غیره استفاده می‌شود. سوپ این نودل از عصارهٔ استخوان خوک یا مرغ تهیه می‌شود و نودل نیز از از جنس آرد گندم است.

## نگارخانه

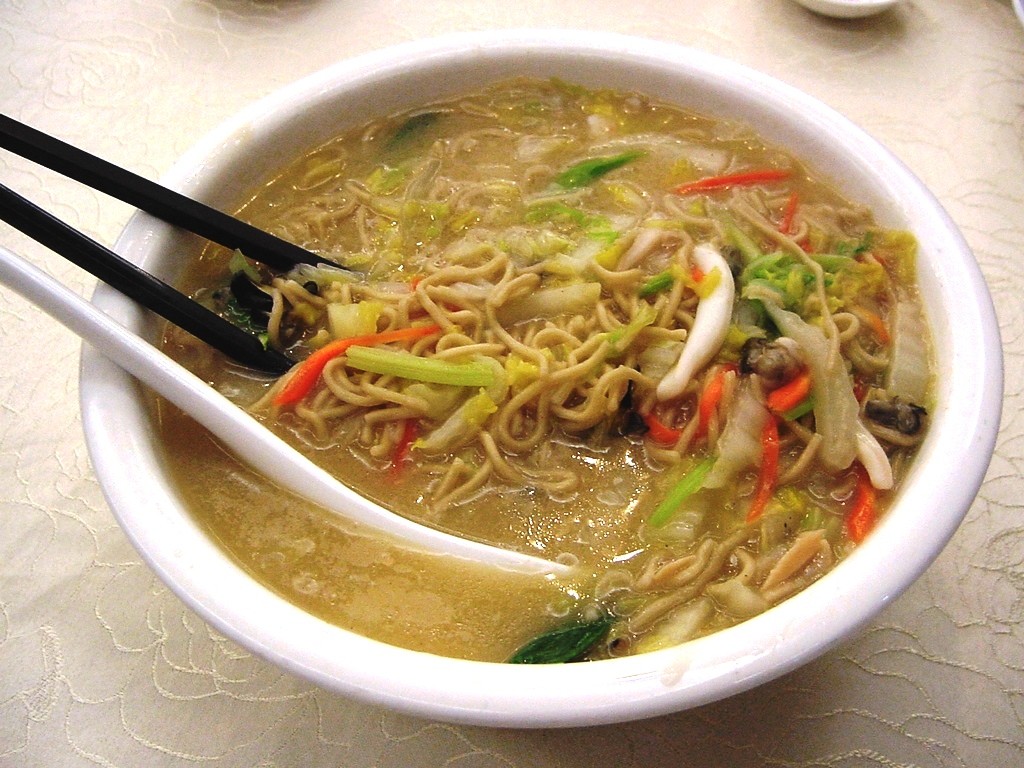
چانپون